# Медична та клінічна хімія (журнал)
Медична та клінічна хімія — всеукраїнський науково-практичний журнал.
Свідоцтво про державну реєстрацію: серія КВ № 17435-6185Р від 18 листопада 2010 року.
Занесений до Переліку наукових фахових видань України, в яких можна публікувати результати дисертаційних робіт на здобуття наукових ступенів кандидата і доктора медичних, біологічних та фармацевтичних наук. Періодичність — 4 рази на рік. Видруковує наукові праці з експериментальної та клінічної біохімії українських науковців і авторів із Канади, США, Польщі, РФ та інших країн.

## Історія
Заснований 1999 як «Медична хімія» Тернопільською державною медичною академією (нині Тернопільський державний медичний університет імені І. Я. Горбачевського) з ініціативи кафедри медично хімії. Співзасновники — Академія медичних наук України, Національний медичний університет імені О. О. Богомольця, українська Академія наук національного прогресу. У січні 2011 перереєстрований як «Медична та клінічна хімія».

## Зміст
Публікації присвячені питанням молекулярних механізмів розвитку патології, біохімії в діагностиці та лікуванні, зокрема, серцево-судинних хвороб, біохімічній гепатології та нефрології, біохімії ендокринних хвороб, патохімії спадкових хвороб й екстремальних станів, біохімії в хірургічній клініці, нейрохімії та патохімії головного мозку, імунохімії, ксенобіохімії, проблемам і досвіду викладання біологічної та медичної хімії.

## Редакційний колектив

### Головні редактори
- Ю. І. Губський[1]

### Редакційна колегія[1]
- М. М. Корда — заступник головного редактора,
- Т. Я. Ярошенко — відповідальний секретар
- Т. А. Бухтіарова,
- Н. С. Верхратський,
- А. І. Гоженко,
- М. Я. Головенко,
- Т. А. Грошовий,
- А. В. Гудзенко,
- Н. М. Гула,
- М. І. Калинський,
- І. М. Кліщ,
- В. М. Коваленко,
- С. О. Костерін
- Р. Б. Лесик,
- Н. В. Літвінова,
- С. М. Марчишин,
- Л. С. Фіра,
- Г. Харві,
- В. П. Черних,
- С. Штіпек,
- Л. В. Яковлєва.

### Редакційна рада[1]
- С. Ангельський (Гданськ, Польща),
- М. А. Андрейчин (Тернопіль),
- М. М. Великий (Київ),
- К. С. Волков (Тернопіль),
- Г. М. Ерстенюк (Івано-Франківськ),
- В. І. Жуков (Харків),
- А. Л. Загайко (Харків),
- Н. В. Заічко (Вінниця),
- Ш. Р. Інман (Атени, США),
- І. О. Комаревцева (Рубіжне)
- Р. М. Кубант (Торонто, Канада),
- О. К. Кульчицький (Київ),
- М. Д. Курський (Київ),
- Б. Л. Луговий (Галіфакс, Канада)
- М. Б. Луцюк (Вінниця),
- І. А. Мазур (Запоріжжя),
- О. О. Мардашко (Одеса),
- Л. С. Мхітарян (Київ),
- К. С. Непорада (Полтава),
- О. С. Покотило (Тернопіль),
- Т. С. Саатов (Ташкент, Узбекистан),
- О. Я. Скляров (Львів),
- Ю. І. Сливка (Атени, США),
- В. В. Снітинський (Львів),
- Л. М. Тарасенко (Полтава),
- О. П. Хворост (Харків).